# 清水あすか
清水 あすか（しみず あすか、1978年10月15日 - ）は、日本の女優で、鳳龍院心拳・護衛護身術17代目宗師。東京都出身。

## 略歴
1996年に、東宝制作の『七星闘神ガイファード』で九条麗役として女優デビュー。得意のアクションを生かして活躍している。
2003年に同じく東宝の『超星神グランセイザー』で獅堂未加 / セイザーミトラス役として出演。
その後も、テレビドラマ・映画・CMに多数出演し着実にキャリアを重ねる。
2004年に、俳優で大蔵流狂言方の大藏基誠と結婚。2008年3月20日に第一子である男児を出産。

## 出演

### 映画
- 黄泉がえり（2003年）
- Bird's Eye - 北玲子 役
- KILLERS キラーズ（2003年） - 「CANDY」温水飛鳥 役
- ロスト･イン･トランスレーション
- メシア 伝えられし者たち
- 疾風-Basement Fight-
- 剣-TSURUGI

### テレビ
- 七星闘神ガイファード（1996年、テレビ東京） - ヒロイン・九条麗 役
- 土曜ワイド劇場 『駅』 - 鈴木真子 役
- 火曜サスペンス劇場 「事件記者2」
- アナザヘヴン〜eclipse〜（2000年）
- 水戸黄門第29部 - 第30部（2001年 - 2002年、TBS / C.A.L） - せん 役
- こちら本池上署（第2シリーズ） - 小野寺美冬 役（第3回ゲスト出演）
- 超星神シリーズ
  - 超星神グランセイザー（2003年10月 - 2004年9月、テレビ東京） - 獅堂未加 / セイザーミトラス 役
  - 幻星神ジャスティライザー（2005年） - 獅堂未加 役（ゲスト出演）
- 警視庁鑑識班（1996年 - 2005年、日本テレビ系） - 恩田睦美 役
  - 警視庁鑑識班18（2005年）
  - 警視庁鑑識班19（2005年）
- 筋肉番付
- ウルトラマンメビウス（2006年、CBC・TBS） - サワキリンコ 役（13話ゲスト出演）
- 特命!刑事どん亀（2006年、TBS） - 時枝 役（ゲスト出演）
- 新・桃太郎侍（2006年7月25日 - 9月5日、テレビ朝日） - おその 役

### 舞台
- 筋肉ミュージカル
- アイラヴジョーカーズ - 池永小百合 役・ミキ 役 （二役）
- 忠臣蔵 〜水戸黄門外伝・元禄仇討ち裏事情〜

### CM
- 大同生命（CMソング辛島美登里の地図のない地球）創業95周年当時
- トリイ（谷原章介と共演）
- 福岡シティ銀行「キャッシュエース」
- サントリー「ゲータレード　エキストラ」
- 大塚製薬「ウレパールプラスジェル20」（由美かおると共演）

### DVD
- 超星神グランセイザー スーパーバトルメモリー（2005年） - 獅道未加 役

### その他
- 隠忍術（しのび)・四（Vシネマ）
- 渋谷怪談 サッちゃんの都市伝説（ブロードバンド映画）第12話「TVの砂嵐」 - 主演
- スーパージョッキー - 素人時代に「THEガンバルマン」 実父・伯鳳と共に講師として出演。

## 書籍

### 写真集
- 超星神グランセイザーヒロインズ SAZER VISUAL（2004年4月、角川書店）ISBN 4-04-853745-8